# Waldzell
Waldzell osztrák község Felső-Ausztria Riedi járásában. 2021 januárjában 2270 lakosa volt.

## Elhelyezkedése

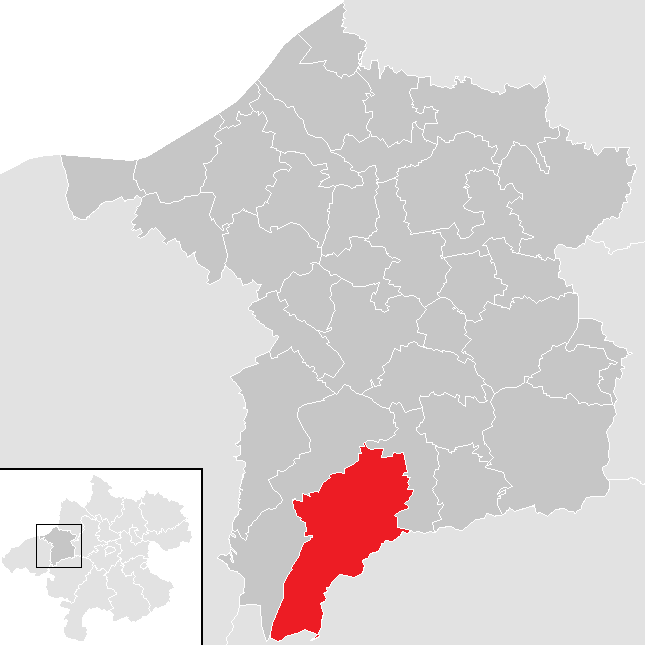
Waldzell a Ried im Innkreis-i járásban

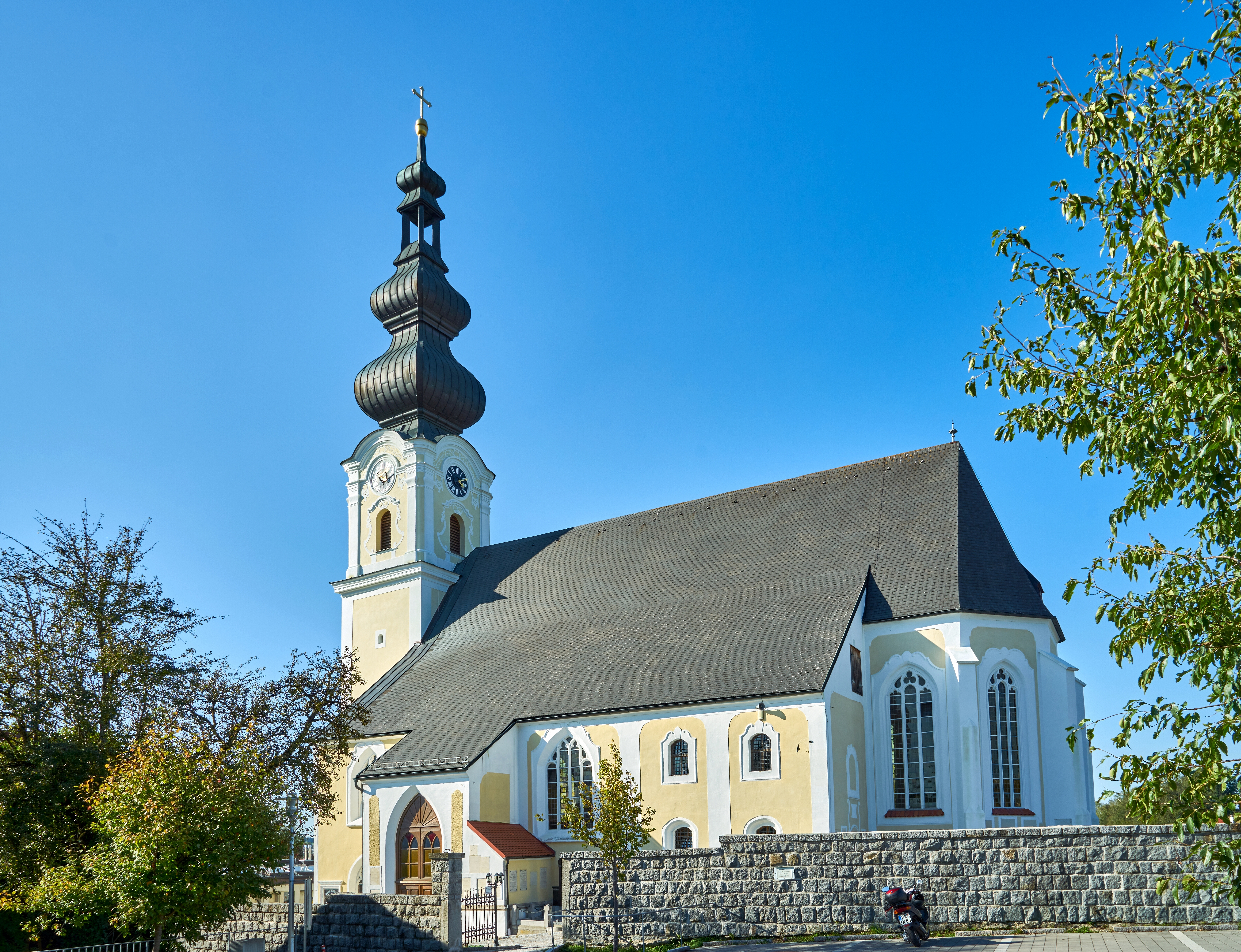
A Mária mennybevétele-plébániatemplom

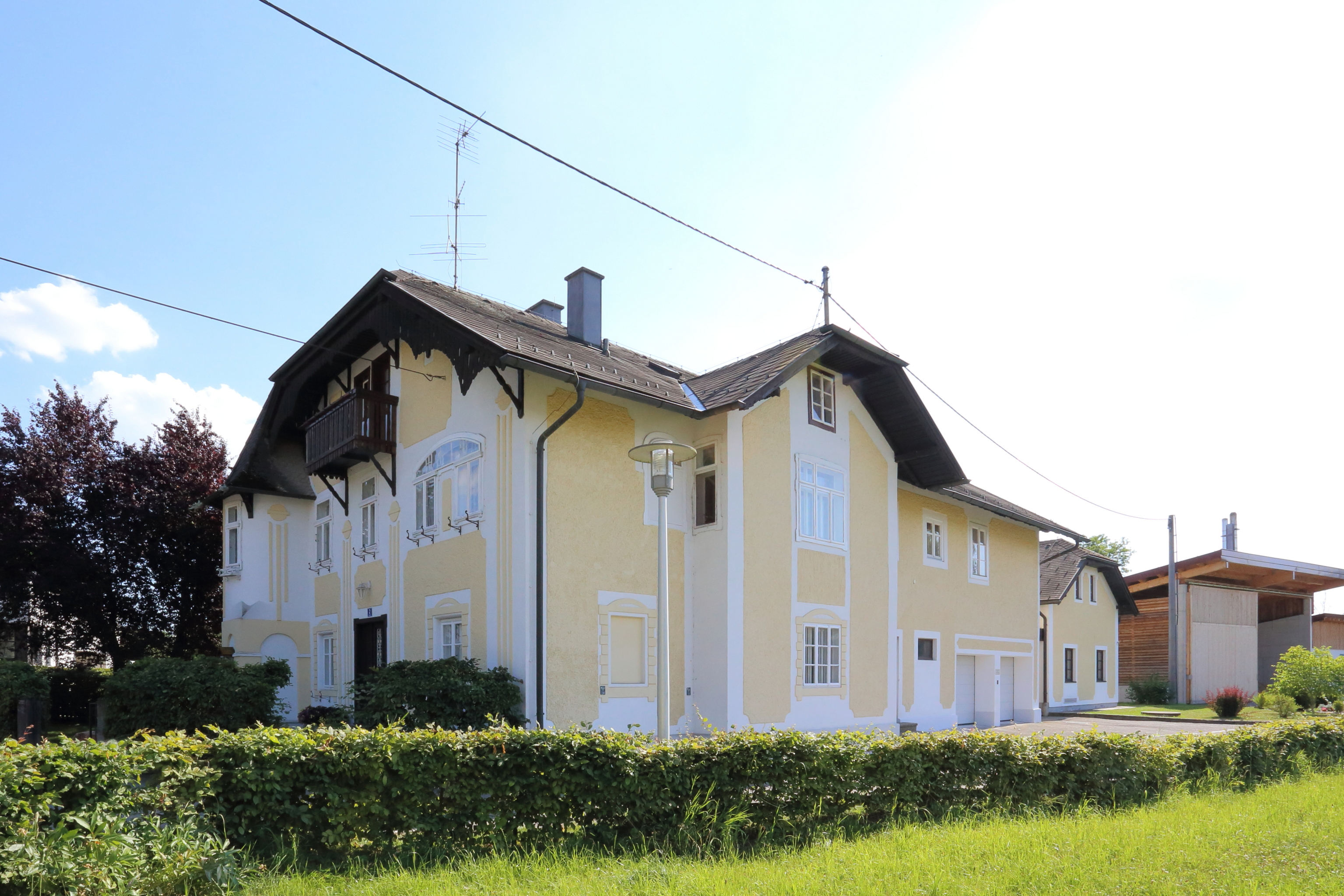
A katolikus plébánia

Waldzell a tartomány Innviertel régiójában fekszik, a Kobernaußerwald dombságán, a Waldzeller Ache folyó mentén. Legmagasabb pontja 750 méterrel van a tengerszint fölött. Területének 49,3%-a erdő, 45,1% áll mezőgazdasági művelés alatt. Az önkormányzat 30 települést és településrészt egyesít: Bach (73 lakos 2021-ben), Baumgarten (27), Besendorf (48), Bleckenwegen (42), Brackenberg (86), Brandstatt (7), Brast (18), Breitwies (63), Dundeck (22), Edthelm (12), Födering (28), Gitthof (52), Hacksperr (76), Hartberg (66), Höschmühl (27), Knechtsgern (54), Kohleck (75), Lerz (18), Maireck (53), Neffenedt (15), Nußbaum am Kobernaußer Walde (151), Reith (31), Roderer (46), Schratteneck (165), Schwendt (38), Straß (172), Waldzell (721), Weißenbrunn (23), Wirglau (37) és Wirmling (24).
A környező önkormányzatok: északnyugatra Lohnsburg am Kobernaußerwald, északkeletre Schildorn, keletre Frankenburg am Hausruck, délkeletre Redleiten, délre Fornach, délnyugatra Pöndorf).

## Története
A község területe már az ókorban is lakott volt; erről tanúskodik a régészek által talált, a hallstatti kultúrához köthető bronz karpánt, illetve római pénzérmék. A régiót II. Henrik császár 1007-ben a bambergi püspöknek adományozta. Waldzellt először a 13. században említik. Gótikus temploma 1490-ben épült, főoltára 1683-ban készült.
A régió 1779-ig Bajorországhoz tartozott; ekkor a bajor örökösödési háborút lezáró tescheni béke Ausztriának ítélte az Innviertelt. A napóleoni háborúk alatt Antiesenhofen rövid időre visszatért a francia bábállam Bajországhoz, de 1816 után végleg Ausztriáé lett. Az 1938-as Anschluss után a települést a Harmadik Birodalom Oberdonaui gaujába sorolták be. A második világháborút követően visszatért Felső-Ausztriához.

## Lakosság
A waldzelli önkormányzat területén 2021 januárjában 2270 fő élt. A lakosságszám 1961 óta enyhén gyarapodó tendenciát mutat. 2019-ben az ittlakók 95,8%-a volt osztrák állampolgár; a külföldiek közül 0,7% a régi (2004 előtti), 2,6% az új EU-tagállamokból érkezett. 2001-ben a lakosok 96%-a római katolikusnak, 1,1% mohamedánnak, 1,1% pedig felekezeten kívülinek vallotta magát. Ugyanekkor a legnagyobb nemzetiségi csoportot a németek (98,1%) mellett a horvátok alkották 0,9%-kal.
A népesség változása:

| 2016 | 2 170 |
| 2018 | 2 177 |

## Látnivalók
- a Mária mennybevétele-plébániatemplom

## Híres waldzelliek
- Andreas Goldberger (1972-), világbajnok síugró

## Fordítás
- Ez a szócikk részben vagy egészben  a   Waldzell című német Wikipédia-szócikk ezen változatának fordításán alapul.  Az eredeti cikk szerkesztőit annak laptörténete sorolja fel. Ez a jelzés csupán a megfogalmazás eredetét és a szerzői jogokat jelzi, nem szolgál a cikkben szereplő információk forrásmegjelöléseként.